# Etilmaltolo
L'etilmaltolo è un composto organico comunemente utilizzato come aroma in alcune preparazioni dolciarie.
La molecola è strutturalmente correlata all'aroma più comune maltolo, in cui il gruppo metile è sostituito con un gruppo etile.
Si presenta come solido polverulento bianco, con odore dolce descrivibile come zucchero caramellato e frutta cotta.
La base coniugata derivata dall'etilmaltolo, analogamente al maltolo, ha un'elevata affinità per il ferro, formando un complesso di coordinazione rosso.
In tale addotto, il composto eterociclico si comporta come ligando bidentato.